# Episodi de Le epiche avventure di Capitan Mutanda (prima stagione)
La prima stagione de Le epiche avventure di Capitan Mutanda è stata trasmessa negli USA il 13 luglio 2018 su Netflix.
| Nº | Titolo originale                                          | Titolo italiano                                                                   | Prima TV USA   |
| -- | --------------------------------------------------------- | --------------------------------------------------------------------------------- | -------------- |
| 1  | The Frenzied Farts of Flabby Flabulous                    | Capitan Mutanda e i frenetici peti di Chiappe Grassose                            | 13 luglio 2018 |
| 2  | The Dreadful Debacle of DJ Drowsy Drawers                 | Capitan Mutanda e lo spaventoso fiasco del DJ Pantaloni Assonnati                 | 13 luglio 2018 |
| 3  | The Horrible Hostilities of the Homework Hydra            | Capitan Mutanda e le orribili ostilità dell'Idra dei compiti a casa               | 13 luglio 2018 |
| 4  | The Vexing Villainy of the Vile Vimpire                   | Capitan Mutanda e la vessatoria malvagità della vile Vimpira                      | 13 luglio 2018 |
| 5  | The Terrifying Perilous Misfortune of the TP Mummy        | Capitan Mutanda e la terrificante maledizione della mummia di carta igienica      | 13 luglio 2018 |
| 6  | The Squishy Predicament of Stanley Peet's Stinky Pits     | Capitan Mutanda e la molliccia situazione dei noccioli puzzolenti di Stanley Peet | 13 luglio 2018 |
| 7  | The Costly Conundrum of the Calamitous Claylossus         | Capitan Mutanda e il costoso paradosso del disastroso Argillosso                  | 13 luglio 2018 |
| 8  | The Jarring Jerkiness of the Judge Jorts                  | Capitan Mutanda e la scioccante scioccaggine del giudice S.H.O.R.T.S.             | 13 luglio 2018 |
| 9  | The Strange Strife of the Smelly Socktopus                | Capitan Mutanda e la strana missione del maleodorante Calzopolpo                  | 13 luglio 2018 |
| 10 | The Flustering Mindless Woe of the Flushable Memory Wipes | Capitan Mutanda e la stupida sventura delle salviettine sciacquamemoria           | 13 luglio 2018 |
| 11 | The Soggy Salvation of the Swirling Sweatnami             | Capitan Mutanda e il fradicio salvataggio del vorticoso Tsudami                   | 13 luglio 2018 |
| 12 | The Sickening Fumes of Smartsy Fartsy                     | Capitan Mutanda e i fumi fetenti del peto intelligente                            | 13 luglio 2018 |
| 13 | The Troublesome Treachery of the Thieving Toot Fairy      | Capitan Mutanda e il terribile tradimento della fatina ladra                      | 13 luglio 2018 |

```
Capitan Mutanda e i frenetici peti di Chiappe Grassose
```

George e Harold, per superare l'esame di ginnastica, rubano l'invenzione del secchione Melvin Sneedly, ma per sbaglio questa ingigantisce il posteriore dell'insegnante di educazione fisica, che per vendicarsi di un fumetto scritto dai due ragazzi per canzonarlo, insegue i bambini. I due chiederanno aiuto a Capitan Mutanda. 
Capitan Mutanda e lo spaventoso fiasco del DJ Pantaloni Assonnati
Per cercare di rendere noioso il ballo scolastico che è costretto a organizzare, il signor Grugno assume come DJ la professoressa di musica, che diventa accidentalmente un mostro.
Capitan Mutanda e le orribili ostilità dell'Idra dei compiti a casa
George e Harold tornano indietro nel tempo per cancellare i compiti a casa, ma così facendo fanno involontariamente sparire anche i fumetti. 
Capitan Mutanda e la vessatoria malvagità della vile Vimpira
Erica suggerisce a George e Harold di introdurre un personaggio femminile nei loro fumetti, ma questi non colgono il senso e creano "L'orribile Vimpira". 
Capitan Mutanda e la terrificante maledizione della mummia di carta igienica
La nuova insegnante di francese di cui Grugno è innamorato si trasforma in una mummia dopo essere stata a contatto con una sostanza uscita da un gabinetto. Il bidello si rivela allora essere un ex agente segreto e di avere assistito a una tragedia.
Capitan Mutanda e la molliccia situazione dei noccioli puzzolenti di Stanley Peet
Per vincere un pranzo a scelta, George e Harold si uniscono a una competizione di crescita di avocado. La gara prende però una brutta piega quando l'insegnante si trasforma in un mostro. 
Capitan Mutanda e il costoso paradosso del disastroso Argillosso
George e Harold fanno amicizia con un loro misterioso fan. Il signor Grugno, però, incarica Melvin di farlo apparire un mostro, e questo obbedisce alla lettera, trasformando l'amico dei due ragazzi in un mostro d'argilla. 
Capitan Mutanda e la scioccante scioccaggine del Giudice S.H.O.R.T.S.
Dopo uno scherzo al nuovo insegnante di spagnolo, George e Harold si sentono in colpa. Così lo convincono che può diventare un supereroe, ma la cosa prende una brutta piega: il "Giudice S.H.O.R.T.S." non sa infatti controllare i propri poteri. 
Capitan Mutanda e la strana missione del maleodorante Calzopolpo
George e Harold sono invidiosi di Erica e della sua sospensione, così combinano tanti scherzi, e per sbaglio creano un mostro: il Calzopolpo. 
Capitan Mutanda e la stupida sventura delle salviettine sciacquamemoria
Mentre George e Harold vengono derisi perché si sono seduti sopra il budino al cioccolato, un misterioso signore toglie la memoria a tutti... anche a Capitan Mutanda. 
Capitan Mutanda e il fradicio salvataggio del vorticoso Tsudami
George e Harold, su consiglio di Erica, tornano indietro nel tempo per impedire che il signor Grugno diventi malvagio. Così facendo, però, creano un altro Grugno che ha costruito una fabbrica dove impiega i bambini. George e Harold usano Capitan Mutanda per cercare di scappare, ma questo cadrà dentro alcuni rifiuti tossici... che gli conferiranno abilità elastiche. 
Capitan Mutanda e i fumi fetenti del Peto Intelligente
George e Harold sono a un passo dall'espulsione, ma se riescono a rubare il Grande Libro delle Regole su cui Grugno a scritto nuove regole a mano numerose volte e a portare il tomo dal sovrintendente scolastico, il preside verrà licenziato. Quest'ultimo, però, ha nascosto il libro in una cassaforte che i ragazzi non riescono ad aprire. Questi, però, sfruttano un'invenzione di Melvin per creare una nuvola di gas senziente che ruberà il libro. Il "Peto Intelligente", però, finisce per ribellarsi. 
Capitan Mutanda e il terribile tradimento della fatina ladra
Il Peto Intelligente crea un esercito di gas intelligente, e George e Harold, aiutati da Melvin e da Capitan Mutanda, lo fermano. Va però a finire che l'antagonista cercava solo rispetto, che poi gli viene dato. Il giorno dopo, George e Harold vengono espulsi per cinquecento visite nell'ufficio del preside, ma anche Grugno viene licenziato perché i ragazzi hanno il Libro delle Regole. Si scopre anche che il sovrintendente scolastico è in realtà Melvincyborg, il Melvin metà uomo e metà robot del futuro - infatti il finto nome del sovrintendente non è altro che un anagramma di "Melvin Sneedly" - . E così finisce la stagione: George, Harold e Grugno sono stati cacciati dalla scuola, e Melvincyborg è diventato il preside della scuola (aiutato da Melvin).
Continua nella seconda stagione.